# Strabane
Strabane is een plaats in het Noord-Ierse graafschap County Tyrone. De plaats telt 17.670 inwoners en was de hoofdplaats van het gelijknamig district dat evenwel in 2015 fuseerde met de Derry City Council om het Derry and Strabane District te vormen.
Strabane ligt aan de oostelijke rechteroever van de Foyle. De plaats ligt ongeveer even ver van Omagh, Derry en Letterkenny. De rivierbedding van de Foyle markeert de grens tussen Noord-Ierland en de Republiek Ierland. Aan de andere kant van de rivier (over Lifford Bridge) ligt het kleinere stadje Lifford, de county seat van County Donegal in Ierland. De Mourne stroomt door het centrum van de stad en vloeit samen met de Fin vlak bij Lifford Bridge vanaf waar de rivier Foyle genoemd wordt.

## Geboren
- Paul Brady (19 mei 1947), zanger en songwriter
- Flann O'Brien (5 oktober 1911), roman- en toneelschrijver
- Guy Carleton (3 september 1724), militair en bestuurder
- Chipzel (23 september 1991), muzikant
- Ryan Dolan (22 juli 1985), zanger

Coalisland · Dungannon · Fintona · Omagh